# Anciana leyendo (Gerrit Dou)
Anciana leyendo, también conocida como Anciana leyendo un leccionario, es una pintura al óleo del pintor holandés Gerrit Dou, realizada c. 1631–1632. En el pasado la obra fue atribuida a Rembrandt y se la tituló La madre de Rembrandt, pero esta atribución ha sido rechazada hace tiempo. El retrato forma parte de la colección del Rijksmuseum, de Ámsterdam, desde noviembre de 1912.  

## Historia
En 1628, Dou, de catorce años, se convirtió en el primer alumno de Rembrandt, sólo siete años mayor que él, que compartía un estudio en Leiden con su colega pintor Jan Lievens. El propio Rembrandt pintaba con un estilo refinado durante ese período, utilizando fuertes contrastes entre la luz y la oscuridad. Esta técnica también se refleja claramente en esta obra. Si bien Rembrandt luego rechazaría enfáticamente este refinamiento, Dou se centró en perfeccionarlo aún más. Después de que su maestro se mudara a Ámsterdam en 1632, se convirtió en el fundador de los Leiden Fijnschilder.  

## Descripción
En Anciana leyendo, Dou muestra su talento y una habilidad técnica excepcional para su juventud. No sólo la anciana y su ropa están pintados con gran precisión, sino que también el texto bíblico del leccionario y la ilustración que lo acompaña son extremadamente detallados y claramente legibles. Lo que lee es evidente: el comienzo del capítulo 19 del Evangelio de Lucas, donde se afirma que quien realmente quiera hacer el bien debe dar la mayor parte de sus bienes terrenales a los pobres. Ese mensaje parece contrastar con la costosa vestimenta de terciopelo y piel de la anciana, quien al parecer no se da por aludida y aún se aferra a sus posesiones.
Dou representa a la anciana con un enfoque notablemente realista para su época según los estándares del norte de Europa. Da al espectador la sensación de estar cerca de la mujer mayor, mientras que ella no parece darse cuenta debido a su pose de perfil y su concentración en la lectura. El uso del claroscuro, que había aprendido de Rembrandt, es típico y enfatiza los detalles. El fondo es suave, sobrio y no distrae. Compositivamente, el artista crea un relajante contraste diagonal entre las partes superior izquierda e inferior derecha.  

## Autoría
El cuadro fue durante mucho tiempo confundido con un retrato que Rembrandt hizo de su madre, de ahí el título de La madre de Rembrandt. Encajaba con la antigua idea de que Rembrandt había representado a muchos de sus familiares en sus pinturas. Su autoría parecía una conclusión inevitable hasta 1900. Durante una importante exposición de Rembrandt celebrada en Ámsterdam en 1898, cuando el cuadro todavía estaba en la colección de A. H. Hoekwater, aun se presentó como tal, pero poco después quedó en duda. En 1901, el historiador del arte Wilhelm Martin sugirió en un libro sobre Gerrit Dou que probablemente él era su autor. Mencionó las características del estilo, señalando el uso que hacía Dou del claroscuro y la superficie pictórica suave típica de su obra, y también el hecho de que Dou y Rembrandt, así como Lievens, utilizaban a menudo los mismos modelos. De hecho, la anciana aquí representada aparece en obras de los tres pintores y el propio Dou la pintó varias veces. 
Después de 1900, quedó cada vez más claro que la designación de algunos de los modelos de Rembrandt como parientes suyos carecía de fundamento. Cuando la obra fue ofrecida al Rijksmuseum en noviembre de 1912 gracias al legado de A. H. Hoekwater, ya se exhibió como obra de Dou con el título actual. En 2005 fue una de las obras principales de la exposición "La madre, el mito y la realidad de Rembrandt", en el Museo De Lakenhal, en Leiden. 